# Kathedraal van Pilsen

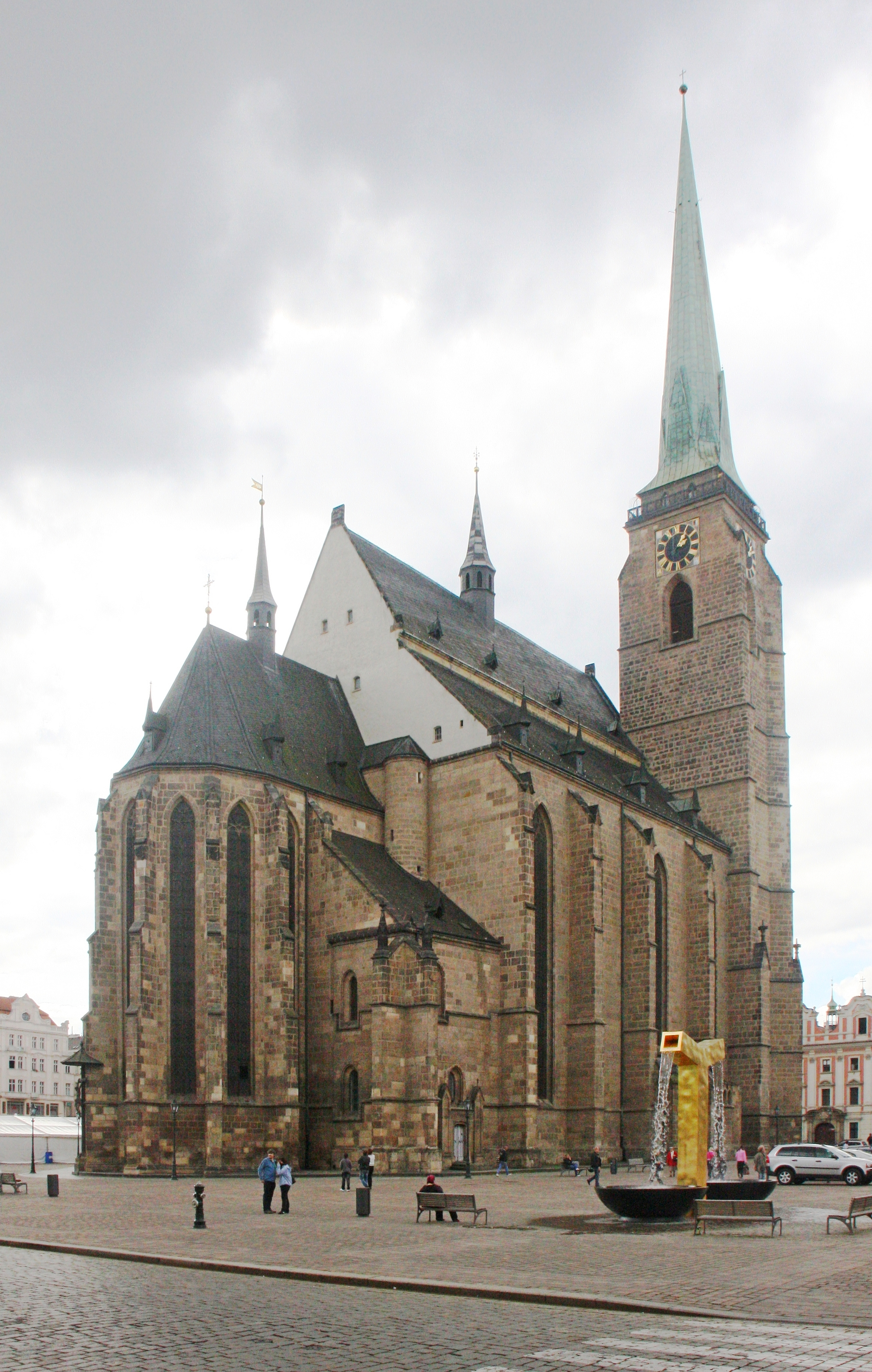
De St. Bartholomeüskathedraal

De Sint-Bartholomeüskathedraal (Tsjechisch: katedrála sv. Bartoloměje) is een kathedraal in het centrum van de Tsjechische stad Pilsen. Het is de kathedraal van het Bisdom Pilsen. De aan Bartolomeüs gewijde kerk is gebouwd in gotische stijl, aan het centrale plein van de stad (Náměstí Republiky), gelegen in het stadsdistrict Pilsen 3.
De bouw startte in het jaar 1295 en duurde meer dan twee eeuwen. De toren is met 102,30 meter de hoogste kerktoren in Tsjechië, en zelfs het op twee na hoogste gebouw van het land. Bij helder weer is vanaf de toren het Bohemer Woud te zien, dat 70 kilometer verderop ligt.
In 1993 maakte paus Johannes Paulus II Pilsen bisschoppelijk, waardoor de St. Bartholomeüskerk een kathedraal werd.